# Giải đua ô tô Công thức 1 Monaco
Giải đua ô tô Công thức 1 Monaco (tiếng Pháp: Grand Prix de Monaco) là một chặng đua Công thức 1 diễn ra hàng năm tại Trường đua Monaco ở Monaco vào cuối tháng 5 hoặc đầu tháng 6. Kể từ khi bắt đầu được tổ chức vào năm 1929, chặng đua này luôn được xem là chặng đua danh giá nhất trong lịch sử Công thức 1. Bên cạnh đó, Giải đua ô tô Công thức 1 Monaco cùng với Indianapolis 500 và Le Mans 24h tạo thành Ba Vuơng miện của môn Đua xe thể thao (Triple Crown of Motorsport). Giải đua ô tô Công thức 1 Monaco là chặng đua Công thức 1 duy nhất không tuân thủ khoảng cách đua tối thiểu 305 km bắt buộc của FIA đối với các chặng đua Công thức 1.

## Lịch sử

### Những năm khởi đầu
Giống như nhiều chặng đua ở châu Âu, giải đua ô tô Công thức 1 Monaco tồn tại trước khi giải đua xe Công thức 1 hiện nay. Phiên bản đầu tiên của Giải đua ô tô Công thức 1 Monaco được tổ chức vào năm 1929 bởi Antony Noghès, dưới sự bảo trợ của Thân vuơng Louis II, thông qua Câu lạc bộ Ô tô Monaco (tiếng Pháp: Automobile Club de Monaco (ACM)), với tư cách là chủ tịch. ACM đã tổ chức Rallye Automobile Monte Carlo, và đã nộp đơn xin Hiệp hội các câu lạc bộ ô tô nổi tiếng quốc tế (tiếng Pháp: Association Internationale des Automobiles Clubs Reconnus (AIACR)), cơ quan quản lý quốc tế về đua xe thể thao vào năm 1928 để được nâng cấp từ một câu lạc bộ khu vực của Pháp lên vị thế quốc gia đầy đủ. Đơn đăng ký của họ đã bị từ chối do một sự kiện đua xe thể thao lớn được tổ chức hoàn toàn trong biên giới lãnh thổ của Monaco bị thiếu sót. Chặng đua xe rally đã không thể được xem xét vì nó chủ yếu sử dụng hệ thống đường phố các nước châu Âu khác.
Để đạt được vị thế quốc gia đầy đủ, Noghès đề xuất thành lập một giải đua ô tô trên đường phố Monte Carlo. Ông đã nhận được sự chấp thuận chính thức của Thân vuơng Louis II và sự hỗ trợ của tay đua Grand Prix người Monaco Louis Chiron. Chiron cho rằng địa hình của Monaco rất phù hợp để xây dựng một trường đua.

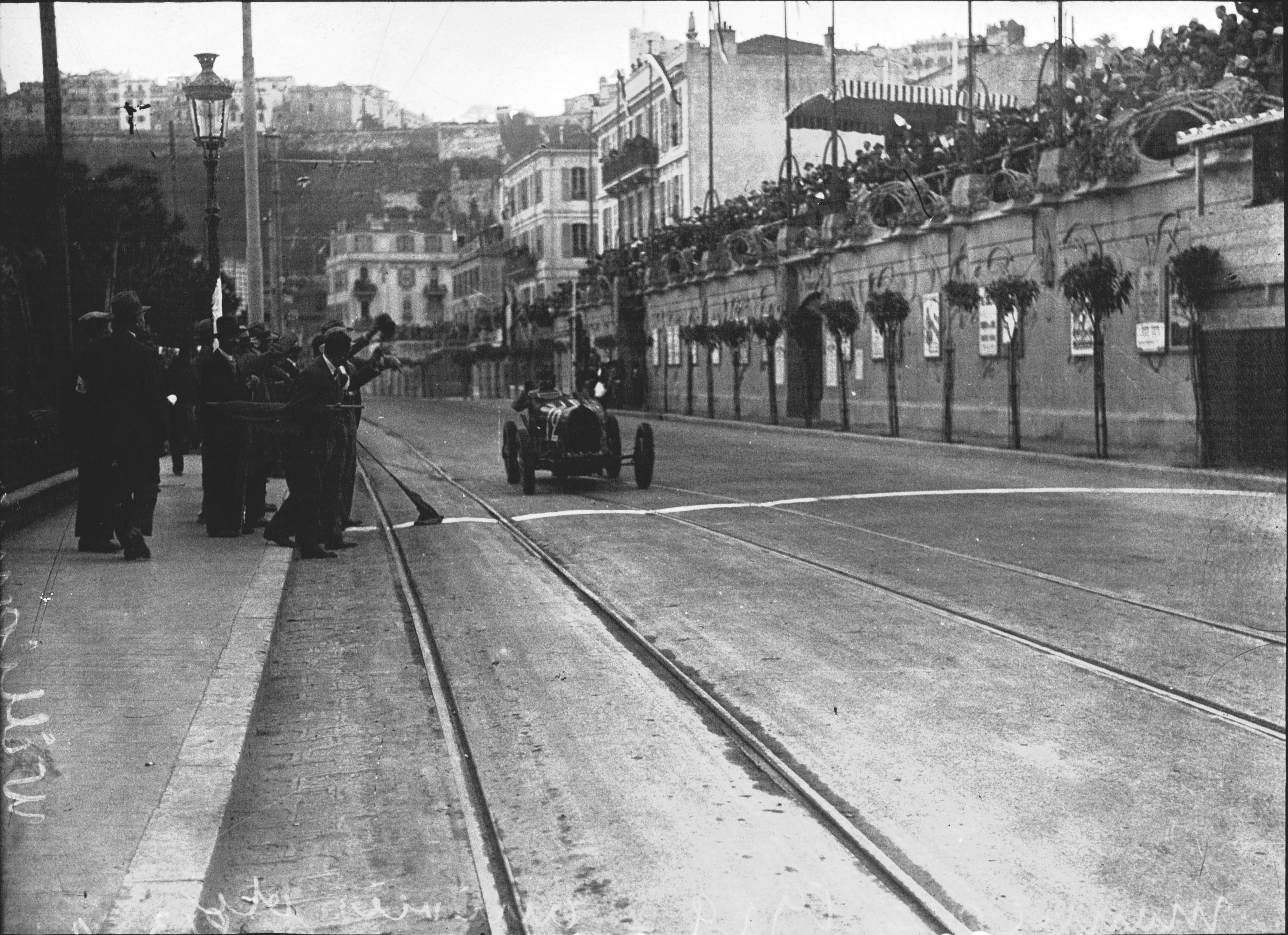
William Grover-Williams tại Giải đua ô tô Grand Prix Monaco 1929

Chặng đua đầu tiên được tổ chức vào ngày 14 tháng 4 năm 1929 và chiến thắng thuộc về William Grover-Williams với chiếc Bugatti Type 35B. Đó là một sự kiện chỉ dành cho những người được mời, nhưng không phải tất cả những người được mời đều quyết định tham dự. Các tay đua hàng đầu của Maserati và Alfa Romeo quyết định không tham gia thi đấu, nhưng Bugatti đã có một màn tham dự tốt. Mercedes đã cử Rudolf Caracciola, tay đua hàng đầu của họ sang sự kiện này. Xuất phát từ vị trí thứ 15, Caracciola đã có một cuộc đua đầy căm go và dẫn đầu với chiếc xe SSK trước khi lãng phí 4 1⁄2 phút tiếp nhiên liệu và thay lốp. Caracciola về đích ở vị trí thứ hai. Một tay đua khác thi đấu với bút danh "Georges Philippe" là Nam tước Philippe de Rothschild. Chiron không thể thi đấu vì trước đó đã cam kết thi đấu ở Indianapolis 500.
Chiếc xe SSK của Caracciola đã bị từ chối cho phép đua vào năm sau, nhưng Chiron đã thi đấu (với chiếc xe Bugatti Type 35C), khi Chiron bị đánh bại bởi René Dreyfus với chiếc xe Bugatti Type 35B. Chiron đã giành chiến thắng trong chặng đua năm 1931 với chiếc xe Bugatti. Tính đến năm 2023, ông là người gốc Monaco duy nhất giành chiến thắng trong giải đua này.

### Thời tiền chiến
Giải đua Monaco có tầm quan trọng ngày càng lớn hơn sau khi bắt đầu. Do có nhiều chặng đua được gọi là 'Grands Prix', AIACR đã chính thức công nhận chặng đua quan trọng nhất của mỗi câu lạc bộ ô tô quốc gia trực thuộc của mình là Giải đua ô tô Grand Prix quốc tế (International Grands Prix), hay Grandes Épreuves. Vào năm 1933, Monaco được xếp hạng cùng thể loại này với các giải đua ô tô Grand Prix Pháp, Bỉ, Ý và Tây Ban Nha. Cuộc đua năm đó là giải đua ô tô Grand Prix đầu tiên, trong đó Achille Varzi và Tazio Nuvolari hoán đổi vị trí dẫn đầu nhiều lần trước khi chiến thắng nghiêng về Varzi ở vòng đua cuối cùng khi đồng thời chiếc xe của Nuvolari bốc cháy.
Giải đua đã trở thành một chặng đua thuộc Giải vô địch châu Âu mới vào năm 1936, khi thời tiết giông bão và đường ống dẫn dầu bị hỏng dẫn đến một loạt vụ va chạm khiến những chiếc xe Mercedes-Benz của Chiron, Luigi Fagioli và Manfred von Brauchitsch cũng như chiếc xe Typ C của Bernd Rosemeyer bị hư hại nặng. Rudolf Caracciola, với biệt danh Regenmeister (Bậc thầy mưa), đã giành chiến thắng chặng đua đó. Năm 1937, von Brauchitsch tranh đấu với Caracciola trước khi giành chiến thắng. Đây là giải đua ô tô Grand Prix cuối cùng trước chiến tranh tại Monaco vì vào năm 1938, các nhà tổ chức thiếu lợi nhuận và yêu cầu gần 500 bảng Anh (khoảng 40.000 bảng Anh đã điều chỉnh theo lạm phát năm 2023) tiền xuất hiện cho mỗi người tham gia hàng đầu đã khiến AIACR phải hủy bỏ sự kiện. Chiến tranh thế giới thứ hai đã khiến tất cả các cuộc đua có tổ chức ở châu Âu bị ngưng tổ chức từ năm 1939 cho đến năm 1945.

### Giải đua ô tô Grand Prix thời hậu chiến
Đua xe thể thao ở châu Âu tái khởi động vào ngày 9 tháng 9 năm 1945 tại Rừng Boulogne ở Paris, bốn tháng một ngày sau khi chiến tranh ở châu Âu kết thúc. Tuy nhiên, Giải đua ô tô Grand Prix Monaco đã không được tổ chức từ năm 1945 đến năm 1947 vì lý do tài chính. Năm 1946, một hạng mục đua xe hàng đầu mới, Grand Prix, được xác định bởi Liên đoàn Ô tô Quốc tế (FIA), tổ chức kế thừa của AIACR, dựa trên hạng voiturette trước chiến tranh. Giải đua ô tô Grand Prix Monaco đã được tổ chức theo công thức này vào năm 1948 và nhà vô địch thế giới tương lai Nino Farina giành chiến thắng chặng đua năm 1948 trên chiếc xe Maserati 4CLT.

### Công thức 1

#### Những năm giải vô địch thế giới mở màn
Chặng đua năm 1949 đã bị hủy bỏ do cái chết của Thân vuơng Louis II. Vào năm sau, nó được sáp nhập vào Giải vô địch các tay đua Công thức 1 Thế giới. Trong chặng đua năm 1950, nhà vô địch Công thức 1 năm lần trong tương lai Juan Manuel Fangio đã giành chiến thắng đầu tiên trong một cuộc đua Giải vô địch thế giới. Bên cạnh đó, Louis Chiron đã giành kết quả tốt nhất của ông trong kỷ nguyên Vô địch Thế giới khi về đích ở vị trí thứ ba. Tuy nhiên, Giải đua ô tô Công thức 1 Monaco đã không diễn ra vào năm 1951 do lo ngại về ngân sách và thiếu các quy định trong môn thể thao này.
Giải đua ô tô Công thức 1 Monaco đã không được tổ chức vào năm 1953 lẫn 1954 do các quy định về ô tô chưa được hoàn thiện.
Giải đua ô tô Công thức 1 Monaco trở lại vào năm 1955 với tư cách là một phần của Giải đua xe Công thức 1, bắt đầu chuỗi 64 năm liên tiếp giải đua được tổ chức. Trong chặng đua năm 1955, Maurice Trintignant lần đầu tiên giành chiến thắng ở Monte Carlo và Chiron một lần nữa ghi điểm và ở tuổi 56, trở thành tay đua lớn tuổi nhất thi đấu trong một chặng đua Công thức 1. Phải đến năm 1957, khi Fangio lại giành chiến thắng, Giải đua ô tô Công thức 1 Monaco mới chứng kiến một người chiến thắng hai lần. Từ năm 1954 đến năm 1961, Stirling Moss, cựu đồng đội của Fangio tại Mercedes, đã có kết quả về đích tốt hơn cũng như Trinticy, người tái chiến thắng trong chặng đua năm 1958 với chiếc xe Cooper. Moss đánh bại ba chiếc Ferrari 156 trong đội đua tư nhân Rob Walker Racing Team với chiếc xe Lotus 18 để giành chiến thắng thứ ba trong chặng đua năm 1961.

#### Thời hiện đại
Người chiến thắng giải đua ô tô Công thức 1 Monaco đầu tiên là huyền thoại Juan Manuel Fangio, còn người chiến thắng nhiều nhất là Ayrton Senna (6 lần). Ngoài ra, Senna còn lập một kỷ lục vô tiền khoáng hậu khác là đã chiến thắng 5 năm liên tiếp từ 1989-1993.
Năm 2015, Lewis Hamilton đang dẫn đầu đoàn đua thì có quyết định vào pit không chính xác, nên để mất chiến thắng vào tay đồng đội Nico Rosberg.
Năm 2017, Kimi Raikkonen giành pole cuối cùng trong sự nghiệp, nhưng anh chỉ về nhì sau đồng đội Sebastian Vettel.
Năm 2020, lần đầu tiên sau rất nhiều năm chặng đua đã không được tổ chức sau khi Thân vương Albert bị nhiễm COVID-19.
Năm 2021, tay đua của nước chủ nhà Charles Leclerc giành pole sau khi tông rào ở vòng chạy cuối cùng của Q3. Cú tông khiến cho chiếc xe bị hư và anh không thể tham gia cuộc đua chính. Max Verstappen từ vị trí xuất phát P2 đã giành chiến thắng.

## Kết quả theo năm

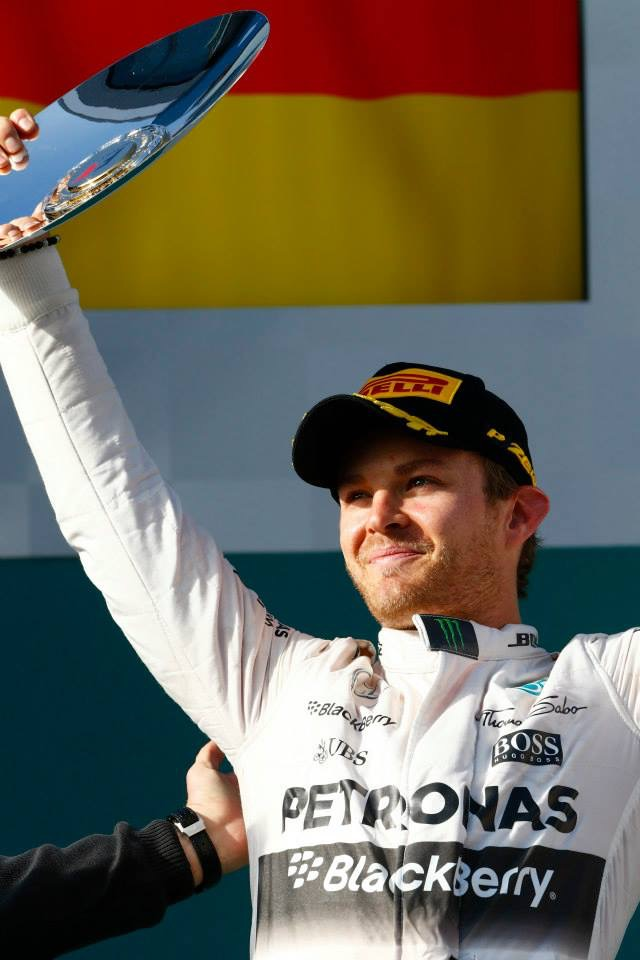
Nico Rosberg từng chiến thắng Monaco 3 năm liên tiếp từ 2013-2015 trong thời gian anh đua cho đội Mercedes.

| Năm         | Tay đua                                                                      | Đội đua                                                                      | Chi tiết                                                                     |
| ----------- | ---------------------------------------------------------------------------- | ---------------------------------------------------------------------------- | ---------------------------------------------------------------------------- |
| 1929        | William Grover-Williams                                                      | Bugatti                                                                      | Chi tiết                                                                     |
| 1930        | René Dreyfus                                                                 | Bugatti                                                                      | Chi tiết                                                                     |
| 1931        | Louis Chiron                                                                 | Bugatti                                                                      | Chi tiết                                                                     |
| 1932        | Tazio Nuvolari                                                               | Alfa Romeo                                                                   | Chi tiết                                                                     |
| 1933        | Achille Varzi                                                                | Bugatti                                                                      | Chi tiết                                                                     |
| 1934        | Guy Moll                                                                     | Alfa Romeo                                                                   | Chi tiết                                                                     |
| 1935        | Luigi Fagioli                                                                | Mercedes                                                                     | Chi tiết                                                                     |
| 1936        | Rudolf Caracciola                                                            | Mercedes                                                                     | Chi tiết                                                                     |
| 1937        | Manfred von Brauchitsch                                                      | Mercedes                                                                     | Chi tiết                                                                     |
| 1938 – 1947 | Không tổ chức                                                                | Không tổ chức                                                                | Không tổ chức                                                                |
| 1948        | Giuseppe Farina                                                              | Maserati                                                                     | Chi tiết                                                                     |
| 1949        | Không tổ chức do cái chết của Thân vuơng Louis II                            | Không tổ chức do cái chết của Thân vuơng Louis II                            | Không tổ chức do cái chết của Thân vuơng Louis II                            |
| 1950        | Juan Manuel Fangio                                                           | Alfa Romeo                                                                   | Chi tiết                                                                     |
| 1951        | Không tổ chức do lo ngại về ngân sách và thiếu quy định trong Công thức 1    | Không tổ chức do lo ngại về ngân sách và thiếu quy định trong Công thức 1    | Không tổ chức do lo ngại về ngân sách và thiếu quy định trong Công thức 1    |
| 1952        | Vittorio Marzotto                                                            | Ferrari                                                                      | Chi tiết                                                                     |
| 1953 – 1954 | Không tổ chức do các quy định về ô tô chưa được hoàn thiện trong Công thức 1 | Không tổ chức do các quy định về ô tô chưa được hoàn thiện trong Công thức 1 | Không tổ chức do các quy định về ô tô chưa được hoàn thiện trong Công thức 1 |
| 1955        | Maurice Trintignant                                                          | Ferrari                                                                      | Chi tiết                                                                     |
| 1956        | Stirling Moss                                                                | Maserati                                                                     | Chi tiết                                                                     |
| 1957        | Juan Manuel Fangio                                                           | Maserati                                                                     | Chi tiết                                                                     |
| 1958        | Maurice Trintignant                                                          | Cooper-Climax                                                                | Chi tiết                                                                     |
| 1959        | Jack Brabham                                                                 | Cooper-Climax                                                                | Chi tiết                                                                     |
| 1960        | Stirling Moss                                                                | Lotus-Climax                                                                 | Chi tiết                                                                     |
| 1961        | Stirling Moss                                                                | Lotus-Climax                                                                 | Chi tiết                                                                     |
| 1962        | Bruce McLaren                                                                | Cooper-Climax                                                                | Chi tiết                                                                     |
| 1963        | Graham Hill                                                                  | BRM                                                                          | Chi tiết                                                                     |
| 1964        | Graham Hill                                                                  | BRM                                                                          | Chi tiết                                                                     |
| 1965        | Graham Hill                                                                  | BRM                                                                          | Chi tiết                                                                     |
| 1966        | Jackie Stewart                                                               | BRM                                                                          | Chi tiết                                                                     |
| 1967        | Denny Hulme                                                                  | Brabham-Repco                                                                | Chi tiết                                                                     |
| 1968        | Graham Hill                                                                  | Lotus-Ford                                                                   | Chi tiết                                                                     |
| 1969        | Graham Hill                                                                  | Lotus-Ford                                                                   | Chi tiết                                                                     |
| 1970        | Jochen Rindt                                                                 | Lotus-Ford                                                                   | Chi tiết                                                                     |
| 1971        | Jackie Stewart                                                               | Tyrrell-Ford                                                                 | Chi tiết                                                                     |
| 1972        | Jean-Pierre Beltoise                                                         | BRM                                                                          | Chi tiết                                                                     |
| 1973        | Jackie Stewart                                                               | Tyrrell-Ford                                                                 | Chi tiết                                                                     |
| 1974        | Ronnie Peterson                                                              | Lotus-Ford                                                                   | Chi tiết                                                                     |
| 1975        | Niki Lauda                                                                   | Ferrari                                                                      | Chi tiết                                                                     |
| 1976        | Niki Lauda                                                                   | Ferrari                                                                      | Chi tiết                                                                     |
| 1977        | Jody Scheckter                                                               | Wolf-Ford                                                                    | Chi tiết                                                                     |
| 1978        | Patrick Depailler                                                            | Tyrrell-Ford                                                                 | Chi tiết                                                                     |
| 1979        | Jody Scheckter                                                               | Ferrari                                                                      | Chi tiết                                                                     |
| 1980        | Carlos Reutemann                                                             | Williams-Ford                                                                | Chi tiết                                                                     |
| 1981        | Gilles Villeneuve                                                            | Ferrari                                                                      | Chi tiết                                                                     |
| 1982        | Riccardo Patrese                                                             | Brabham-Ford                                                                 | Chi tiết                                                                     |
| 1983        | Keke Rosberg                                                                 | Williams-Ford                                                                | Chi tiết                                                                     |
| 1984        | Alain Prost                                                                  | McLaren-TAG                                                                  | Chi tiết                                                                     |
| 1985        | Alain Prost                                                                  | McLaren-TAG                                                                  | Chi tiết                                                                     |
| 1986        | Alain Prost                                                                  | McLaren-TAG                                                                  | Chi tiết                                                                     |
| 1987        | Ayrton Senna                                                                 | Lotus-Honda                                                                  | Chi tiết                                                                     |
| 1988        | Alain Prost                                                                  | McLaren-Honda                                                                | Chi tiết                                                                     |
| 1989        | Ayrton Senna                                                                 | McLaren-Honda                                                                | Chi tiết                                                                     |
| 1990        | Ayrton Senna                                                                 | McLaren-Honda                                                                | Chi tiết                                                                     |
| 1991        | Ayrton Senna                                                                 | McLaren-Honda                                                                | Chi tiết                                                                     |
| 1992        | Ayrton Senna                                                                 | McLaren-Honda                                                                | Chi tiết                                                                     |
| 1993        | Ayrton Senna                                                                 | McLaren-Ford                                                                 | Chi tiết                                                                     |
| 1994        | Michael Schumacher                                                           | Benetton-Ford                                                                | Chi tiết                                                                     |
| 1995        | Michael Schumacher                                                           | Benetton-Renault                                                             | Chi tiết                                                                     |
| 1996        | Olivier Panis                                                                | Ligier-Mugen-Honda                                                           | Chi tiết                                                                     |
| 1997        | Michael Schumacher                                                           | Ferrari                                                                      | Chi tiết                                                                     |
| 1998        | Mika Häkkinen                                                                | McLaren-Mercedes                                                             | Chi tiết                                                                     |
| 1999        | Michael Schumacher                                                           | Ferrari                                                                      | Chi tiết                                                                     |
| 2000        | David Coulthard                                                              | McLaren-Mercedes                                                             | Chi tiết                                                                     |
| 2001        | Michael Schumacher                                                           | Ferrari                                                                      | Chi tiết                                                                     |
| 2002        | David Coulthard                                                              | McLaren-Mercedes                                                             | Chi tiết                                                                     |
| 2003        | Juan Pablo Montoya                                                           | Williams-BMW                                                                 | Chi tiết                                                                     |
| 2004        | Jarno Trulli                                                                 | Renault                                                                      | Chi tiết                                                                     |
| 2005        | Kimi Räikkönen                                                               | McLaren-Mercedes                                                             | Chi tiết                                                                     |
| 2006        | Fernando Alonso                                                              | Renault                                                                      | Chi tiết                                                                     |
| 2007        | Fernando Alonso                                                              | McLaren-Mercedes                                                             | Chi tiết                                                                     |
| 2008        | Lewis Hamilton                                                               | McLaren-Mercedes                                                             | Chi tiết                                                                     |
| 2009        | Jenson Button                                                                | Brawn-Mercedes                                                               | Chi tiết                                                                     |
| 2010        | Mark Webber                                                                  | Red Bull-Renault                                                             | Chi tiết                                                                     |
| 2011        | Sebastian Vettel                                                             | Red Bull-Renault                                                             | Chi tiết                                                                     |
| 2012        | Mark Webber                                                                  | Red Bull-Renault                                                             | Chi tiết                                                                     |
| 2013        | Nico Rosberg                                                                 | Mercedes                                                                     | Chi tiết                                                                     |
| 2014        | Nico Rosberg                                                                 | Mercedes                                                                     | Chi tiết                                                                     |
| 2015        | Nico Rosberg                                                                 | Mercedes                                                                     | Chi tiết                                                                     |
| 2016        | Lewis Hamilton                                                               | Mercedes                                                                     | Chi tiết                                                                     |
| 2017        | Sebastian Vettel                                                             | Ferrari                                                                      | Chi tiết                                                                     |
| 2018        | Daniel Ricciardo                                                             | Red Bull Racing-TAG Heuer                                                    | Chi tiết                                                                     |
| 2019        | Lewis Hamilton                                                               | Mercedes                                                                     | Chi tiết                                                                     |
| 2020        | Không tổ chức vì đại dịch COVID-19                                           | Không tổ chức vì đại dịch COVID-19                                           | Không tổ chức vì đại dịch COVID-19                                           |
| 2021        | Max Verstappen                                                               | Red Bull Racing-Honda                                                        | Chi tiết                                                                     |
| 2022        | Sergio Pérez                                                                 | Red Bull Racing-RBPT                                                         | Chi tiết                                                                     |
| 2023        | Max Verstappen                                                               | Red Bull Racing-Honda RBPT                                                   | Chi tiết                                                                     |
| 2024        | Charles Leclerc                                                              | Ferrari                                                                      | Chi tiết                                                                     |
| 2025        | Lando Norris                                                                 | McLaren-Mercedes                                                             | Chi tiết                                                                     |